# Thriller romantic
Un thriller romantic este un subgen de filme, literatură și alte forme de artă care combină elementele de suspans și mister specifice thrillerului cu teme privind iubirea și relațiile romantice. Acest subgen explorează adesea dinamica dintre relații personale intense și evenimente tensionate sau periculoase.

## Caracteristici generale
Într-un thriller romantic, relația romantică dintre personajele principale este centrală pentru poveste, dar este în același timp afectată de elemente de suspans și pericol. Acest subgen adesea combină intriga și tensiunea cu elemente emoționale, creând o atmosferă în care dragostea și suspansul se întrepătrund.
Thrillerul romantic se distinge prin faptul că prezintă adesea personaje care se găsesc în situații periculoase sau conflictuale, dar care dezvoltă în același timp o conexiune romantică. Aceste povești pot explora teme precum încrederea, loialitatea și sacrificiul în contextul unor evenimente intense sau misterioase.

## Istorie și evoluție
Thrillerul romantic a început să câștige popularitate în secolul al XX-lea, odată cu creșterea interesului pentru thrillere în general. Filmele clasice, cum ar fi cele regizate de Alfred Hitchcock, au avut adesea elemente romantice pe lângă tensiunea și suspansul tipice thrillerului. În literatură, autori precum Mary Stewart și Nora Roberts au contribuit la popularizarea thrillerului romantic.

## Exemple notabile
Există multe filme și cărți care pot fi considerate exemple bune de thriller romantic. Unele filme notabile includ Notorious (1946), regizat de Alfred Hitchcock, care combină suspansul cu o poveste de dragoste între personajele interpretate de Cary Grant și Ingrid Bergman, sau North by Northwest (1959), un alt film de Hitchcock cu puternice elemente romantice.
În literatură, Nora Roberts este o autoare prolifică în genul thrillerului romantic, cu multe cărți care combină misterul și romantismul. Serii precum „In Death” scrisă de J. D. Robb (pseudonim al lui Nora Roberts) sunt cunoscute pentru această combinație.

## Influențe în alte medii
Thrillerul romantic se extinde dincolo de filme și cărți, fiind prezent și în televiziune și jocuri video. Seriale TV precum Castle și Bones sunt exemple în care relațiile romantice se dezvoltă în contextul investigațiilor și al misterelor. În jocurile video, elementele de thriller romantic pot fi găsite în jocuri de aventură care combină povestirea interactivă cu elemente romantice.